# Северозападен Лестършър (община)
Община Северозападен Лестършър (на английски: North West Leicestershire District) е една от осемте административни единици в област (графство) Лестършър, регион Ийст Мидландс. Населението на общината към 2008 година е 90 800 жители разпределени в множество селища на територия от 279.3 квадратни километра. Главен град на общината е Коулвил.
В рамките на „Северозападен Лестършър“ се намира международното летище East Midlands Airport, обслужващо графствата Лестършър, Дарбишър и Нотингамшър. Тук се намира и световноизвестния Донингтън парк с пистата за формула 1 и място за провеждане на големия музикален фестивал „Монстърс ъф Рок“ (Колосите на рока).

## География
Община Северозападен Лестършър, както говори името ѝ, е разположена в северозападната част на графството, по границата с областите Нотингамшър и Дарбишър.
Градове на територията на общината:
| град           | на английски      | население |
| -------------- | ----------------- | --------- |
| Коулвил        | Coalville         | 32 124    |
| Ашби де ла Зуш | Ashby de la Zouch | 11 409    |
| Ибстък         | Ibstock           | 5520      |

## Демография
Разпределение на населението по религиозна принадлежност към 2001 година:
| религия          | на английски        | брой жители | %      |
| ---------------- | ------------------- | ----------- | ------ |
| Християни        | Christian           | 66 835      | 78,17% |
| Будисти          | Buddhist            | 89          |        |
| Хиндуисти        | Hindu               | 170         | 0,20%  |
| Евреи            | Jewish              | 47          |        |
| Мюсюлмани        | Muslim              | 112         | 0,13%  |
| Сикхи            | Sikh                | 75          |        |
| Други            | Other               | 179         | 0,21%  |
| Атеисти          | No religion         | 12 399      | 14,50% |
| Запазена в тайна | Religion not stated | 5597        | 6,55%  |
| общо             |                     | 85 503      |        |